# Nieledwia
Nieledwia ist eine Ortschaft mit einem Schulzenamt der Gemeinde Milówka im Powiat Żywiecki der Woiwodschaft Schlesien in Polen.

## Geographie
Der Ort liegt am Bach Nieledwia in den Saybuscher Beskiden (Beskid Żywiecki).
Das Dorf hat eine Fläche von 1178 ha (12 % der Landgemeinde).

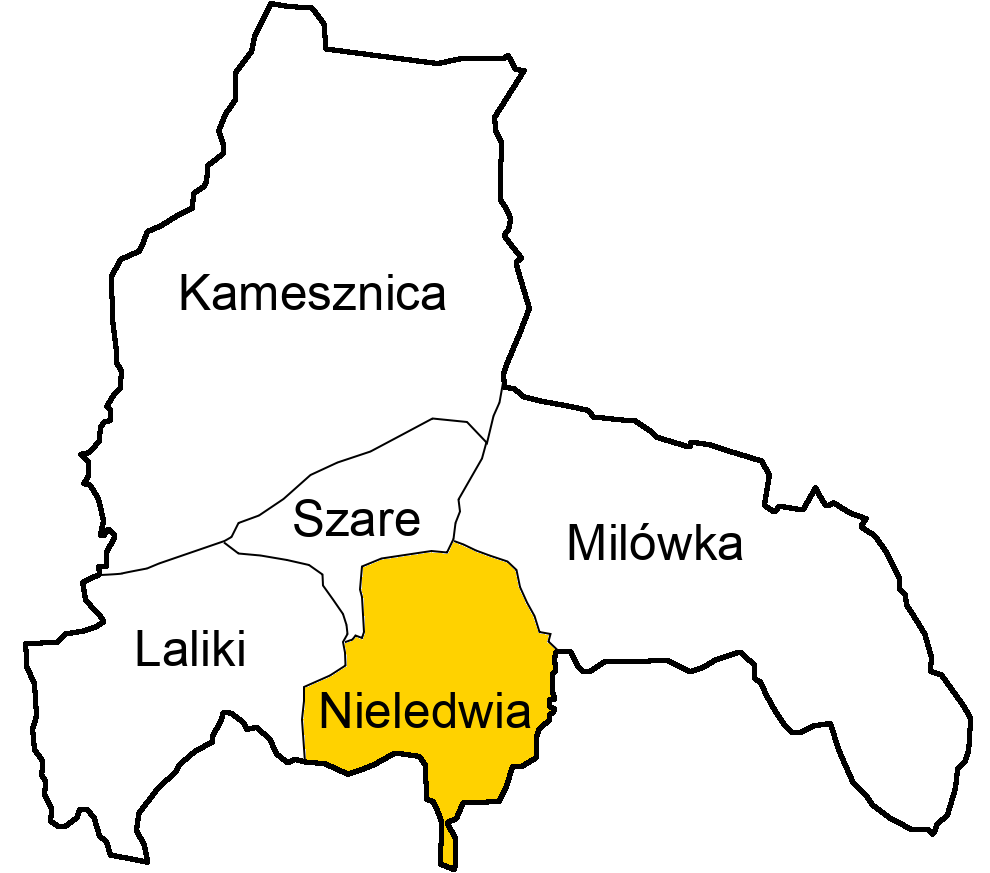
Dorf innerhalb der Gemeinde

## Geschichte
Der Ort wurde etwa im 16. Jahrhundert durch die Abholzung von Walachen gegründet.
Bei der Ersten Teilung Polens kam das Dorf 1772 zum neuen Königreich Galizien und Lodomerien des habsburgischen Kaiserreichs (ab 1804).
1918, nach dem Ende des Ersten Weltkriegs und dem Zusammenbruch der k.u.k. Monarchie, kam Nieledwia zu Polen. Unterbrochen wurde dies nur durch die Besetzung Polens durch die Wehrmacht im Zweiten Weltkrieg. Es gehörte dann zum Landkreis Saybusch im Regierungsbezirk Kattowitz in der Provinz Schlesien (seit 1941 Provinz Oberschlesien). 
Von 1975 bis 1998 gehörte Nieledwia zur Woiwodschaft Bielsko-Biała.